# Olton, Texas
Olton là một thành phố thuộc quận Lamb, tiểu bang Texas, Hoa Kỳ. Năm 2010, dân số của xã này là 2215 người.

## Dân số
- Dân số năm 2000: 2288 người.
- Dân số năm 2010: 2215 người.